# Ernst Schurth

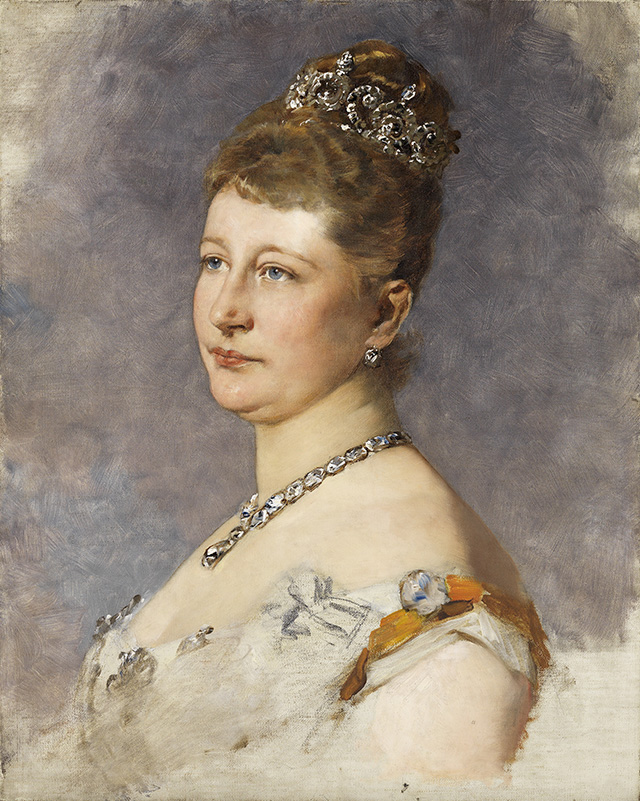
Gemälde von Ernst Schurth: Kaiserin Auguste Viktoria

Ernst Schurth (* 1. Mai 1848 in Titisee-Neustadt; † 10. Juni 1910 in Karlsruhe) war ein deutscher Maler und Hochschullehrer an der Staatlichen Akademie der Bildenden Künste Karlsruhe.

## Leben
Ernst Schurth wurde am 1. Mai 1848 als Sohn eines Malers geboren. Bereits im Alter von 16 Jahren besuchte er die Antikenklasse der Kunstakademie in Karlsruhe. Daran anschließend wechselte er für drei Jahre an die Akademie der Bildenden Künste Nürnberg. Nach einem kurzen Aufenthalt an der Akademie der Bildenden Künste München siedelte er nach Dresden um und arbeitete dort als freischaffender Künstler. Nach diesen Aufenthalten nahm er als Infanterist am Deutsch-Französischen Krieg teil. Als er aus dem Krieg kam, ging er für weitere Studien nach Wien. Nach einem einjährigen Studienaufenthalt in Italien kam er 1879 nach Karlsruhe zurück und wurde dort Schüler von Ferdinand Keller. Im Jahre 1882 wurde er zunächst Assistent des Malers und Hochschullehrers Theodor Poeckh in der Abteilung der Antiken- und Naturklasse. Als die Abteilung aufgeteilt wurde, übernahm Schurth den Bereich der Antikenklasse. Im Jahre 1885 wurde er zum Professor an der Kunstakademie ernannt. Im Jahr 1895 wurden die Abteilungen wieder zusammengeführt, woraufhin er alleiniger Institutsleiter wurde.
Am  10. Juni 1910 verstarb er im Alter von 62 Jahren in Karlsruhe.

## Wirken
Ernst Schurth widmete sich in seinem Schaffen vor allem der Porträt- und Figurenmalerei. In seinen Werken porträtierte er unter anderem Kaiser Wilhelm II. und dessen Frau Auguste Viktoria. Auch malte Schurth Porträts vom badischen Großherzog Friedrich I. Schurth zeichnete sich auch für verschiedene Wandmalereien aus, u. a. in der Neorenaissance-Villa des Palais Bürklin in Karlsruhe. Bilder von Schurth sind in der Staatlichen Kunsthalle Karlsruhe und in der Städtischen Galerie Karlsruhe ausgestellt.

## Ehrungen
Schurth ist Namensgeber des Schurthplatzes in Titisee-Neustadt.